# جوئوکو پیانو
جوئوکو پیانو (درایتالیایی: "بازی آرام"; تلفظ [dʒwɔ:ko ˈpja:no])) یک نوع گشایش بازی در شطرنج است که از روی نام یکی از بازیکن‌های ایتالیایی شطرنج به نام Gioachino Greco که در قرن ۱۷ زندگی می‌کرده نام گذاری شده است،   و در دسته گشایش بازی‌های باز قرار می‌گیرد و با حرکت‌های زیر آغاز می‌شود.

1. e4 e5
2. Nf3 Nc6
3. Bc4 Bc5
بازی می‌تواند با حرکت‌های زیر ادامه پیدا کند:
4. c3 Nf6
5. d4 exd4
6. cxd4 Bb4+
7. Bd2 Bxd2+
8. Nbxd2 d5
9. exd5 Nxd5
10. Qb3 Nce7
11. O-O O-O